# Çağatay Ulusoy

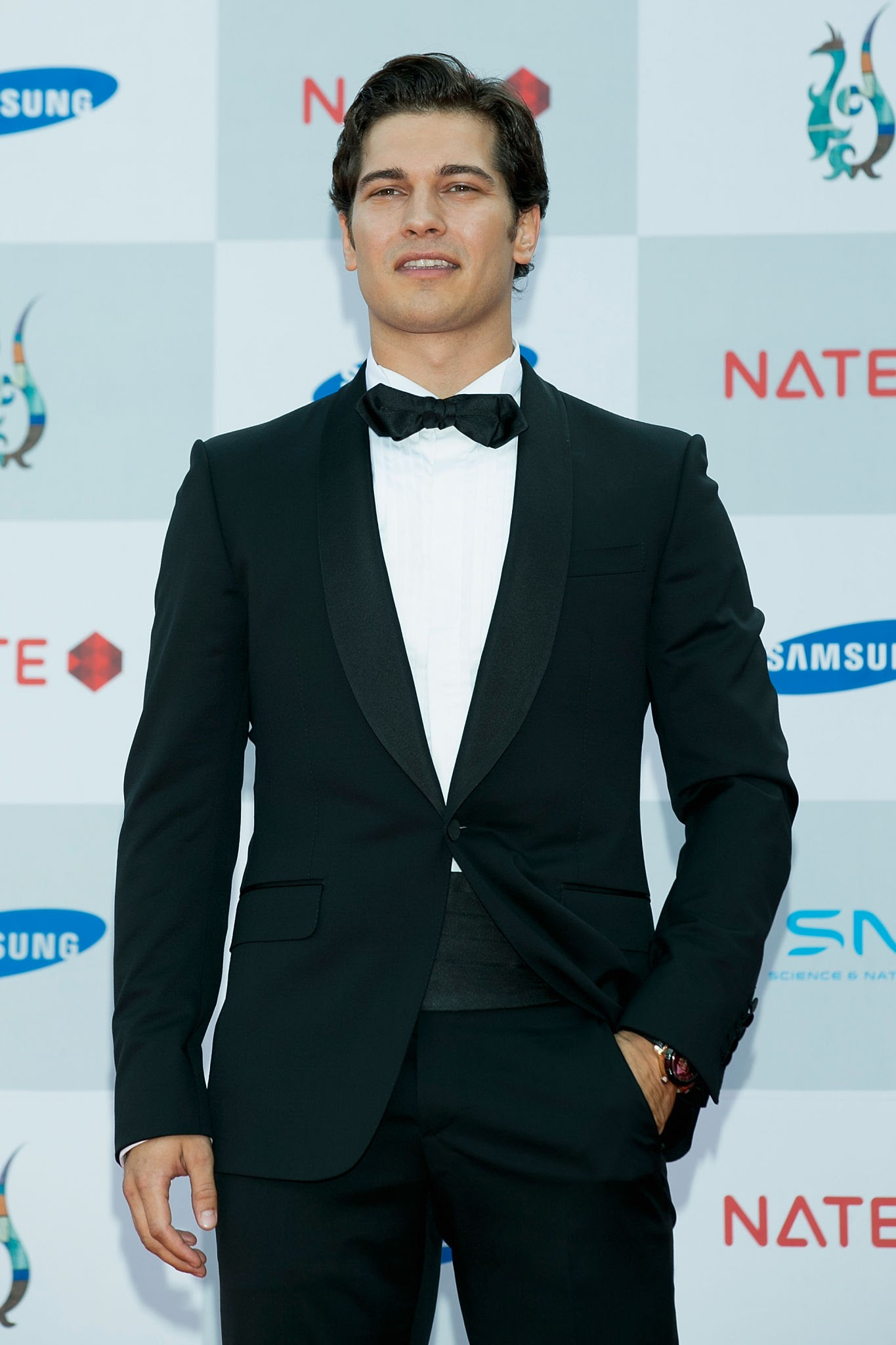
Çağatay Ulusoy

Çağatay Ulusoy (* 23. September 1990 in Istanbul) ist ein türkisches Model und Schauspieler.

## Leben und Karriere
Ulusoy wurde im Istanbuler Stadtteil Bakırköy geboren. Sein Vater, Angehöriger der türkischen Minderheit in Bulgarien, war als Immigrant in die Türkei gekommen; seine Mutter ist bosnischer Abstammung. Ulusoy hat einen jüngeren Bruder.
Ulusoy begann seine Karriere 2009 zunächst als Model, bevor er als Schauspieler tätig wurde. Im Jahr 2010 gewann er den Wettbewerb Best Model of Turkey. Im Juli 2011 sollte er die Türkei eigentlich im Best Model of the World-Wettbewerb in Bulgarien vertreten, war aber mit den Dreharbeiten für den Kinofilm Anadolu Kartallari beschäftigt. 
Parallel zu seiner Model-Tätigkeit absolvierte Ulusoy 2010 ein zweimonatiges Schauspieltraining an der Schauspielschule Akademi 35 Buçuk Sanat Evi in Istanbul. In der türkischen TV-Serie Adını Feriha Koydum spielte er in allen Folgen neben Hazal Kaya die Hauptrolle die Rolle des Emirs Sarrafoğlu. Von 2013 bis 2015 übernahm er in der türkischen Fernsehserie Medcezir die Hauptrolle Yaman. Von 2016 bis 2017 spielte er die Hauptrolle in der Fernsehserie Içerde. 
Ulusoy studierte Gartenarchitektur und Landschaftsbau an der Universität Istanbul.
Im Januar 2013 wurde er wegen angeblicher Verbindungen im Drogenhandel in Gewahrsam genommen.

## Filmografie
- 2011: Adını Feriha Koydum (TV-Serie)
- 2011: Anadolu Kartallari (Kinofilm)
- 2012: Eve Düşen Yıldırım (Gastrolle; TV-Serie)
- 2012: Adini Feriha Koydum – Emir'in Yolu (TV-Serie)
- 2012: Emir'in Yolu (TV-Serie)
- 2013: Medcezir (TV-Serie)
- 2015: Delibal (Kinofilm)
- 2016: Içerde (TV-Serie)
- 2018: The Protector (Netflixserie)
- 2021: Yeşilçam (TV-Serie, BluTV)
- 2021: Das Leben ist wie ein Stück Papier (Film, Netflix)
- 2023: Der Schneider (Netflixserie)
- 2024: Kübra (Netflixserie)
- 2024: Gaddar (TV-Serie)
- 2025: Eşref Rüya (TV-Serie)

## Diskografie
Singles
- 2016: Mutlu Sonsuz (Soundtrack zu Delibal)